# Robbie Knops
Robbie Knops (* 29. November 1982) ist ein belgischer Dartspieler.

## Karriere
Robbie Knops nahm 1999 beim Juniorenturnier des World Masters teil. In der Folgezeit trat er international lange nicht mehr in Erscheinung. 2020 spielte er sich unter die letzten 64 bei den Dutch Open. Zwei Jahre scheiterte er bei der Qualifikation für die WDF World Darts Championship 2022. Bei den Dutch Open 2022 konnte er eine Runde weiterkommen als ein Jahr zuvor. Fortan spielte Knops auch die Challenge Tour der Professional Darts Corporation, wo er einmal ins Achtelfinale kam. Bei einigen Qualifiern für Turniere auf der European Darts Tour 2022 scheiterte er jedoch. Es folgte eine Teilnahme am World Masters 2022, wo er es bis in die K.o.-Runde schaffte.
2023 konnte Knops bei seiner zweiten Teilnahme an der PDC Qualifying School am letzten Tag durch einen Tagessieg eine Tour Card für die PDC Pro Tour gewinnen. Dadurch war Knops außerdem für die UK Open 2023 qualifiziert. Er gewann sein erstes Spiel gegen Callum Goffin mit 6:2, und auch in seinem zweiten über Arron Monk war er mit 6:0 erfolgreich. In Runde drei unterlag er aber Dylan Slevin mit 2:6. Bei den Players Championships 2023 ließ Knops kein Turnier aus, erreichte aber nur einmal die dritte Runde und achtmal die zweite Runde. 
Insgesamt spielte Knops also ein eher schwaches Jahr. Auch sein zweites Jahr auf der Tour sollte aber nicht besser verlaufen. Bei den UK Open 2024 schied Knops diesmal im ersten Spiel gegen George Killington mit 5:6 aus. Bei den Players Championships 2024 erreichte Knops erneut nur einmal die dritte Runde. Dazu kamen fünf weitere Siege. Für ein weiteres Turnier der Tour konnte Knops sich nicht qualifizieren, auch nicht die Weltmeisterschaft 2025, sodass er nach nur zwei Jahren Tour Card ebendiese wieder abgeben muss.